# Oenopotella
Oenopotella is een geslacht van weekdieren uit de klasse van de Gastropoda (slakken).

## Soort
- Oenopotella ultraabyssalis Sysoev, 1988